# 藤枝順心中学校・高等学校
藤枝順心中学校・高等学校（ふじえだじゅんしんちゅうがっこう・こうとうがっこう）は、静岡県藤枝市にある私立女子中学校・高等学校。

## 特徴
高校は志太榛原地区で唯一の女子高として、創立110年を迎える伝統校である。礼法教育には定評があり、たくましくしなやかな女子生徒を育てている。また、本校は藤枝駅前に校舎を有している。8階建ての校舎からは藤枝市内が一望できる。共学校の藤枝明誠中学校・高等学校とは学校法人が同じ藤枝学園であり、姉妹校である。　

## 沿革
- 1912年 - 仲田裁縫教授所が設立される。
- 1923年 - 青島高等裁縫女学校が設立される。
- 1944年 - 静岡県青島女子商業学校が設立される。
- 1948年 - 新学制の実施により静岡県青島家庭高等学校となる。
- 1954年 - 藤枝南女子高等学校となる。同時に学校法人名が青島学園から藤枝学園に変更される。
- 1956年 - 普通科・家庭科に改組される。
- 1960年 - 普通科（商業コース・家庭コース）、家庭科に改組される。
- 1968年 - 普通科A類（商業・家庭）、普通B類、食物科に改組される。
- 1970年 - 普通科A類（家庭・商業・美術工芸デザイン）、普通科B類、食物科に改組される。
- 1973年 - 普通科・美術工芸デザイン科・食物科の3学科構成となる。
- 1983年 - 姉妹校の藤枝明誠高等学校が開校する。
- 2003年 - 藤枝順心中学校が設置され、藤枝順心中学校・高等学校となる。
- 2006年 - サッカー部が全日本高等学校女子サッカー選手権大会で優勝
- 2013年 - 学科専攻名変更 普通科（情報ビジネス・大学進学専攻）、美術造形デザイン科、調理栄養科
- 2016年 - 普通科にクックラボ専攻を新設

## 設置学科
- 全日制
  - 普通科（情報ビジネス専攻、クックラボ専攻、総合進学専攻、特別進学専攻)
  - 美術造形デザイン科
  - 調理栄養科

## 部活動
- サッカー部
- 柔道部
- バスケットボール部
- ソフトボール部
- バレーボール部
- 剣道部
- コーラス部
- 管弦楽部
- 手工芸部
- アルプホルン部 - 高校の部活としては全国唯一
- 箏曲部
- 演劇部
- 書道部
- パソコン部
- 茶道部
- インターアクト部
- 華道部

## サッカー部
1995年創部。高い技術と豊富な運動量に裏打ちされたポゼッションサッカーを標榜する。部員数60名（2021年度）。下部組織のジュニアユース（後述）から例年5～10名程度入部するほか、寮生活を送りながらサッカーに打ち込む県外出身者も多い。チームスローガンは「挑戦 夢をつかめ！」。選手としての将来を見据え、部活動全般において部員間の自主性に委ねた指導を行っている。これまでにサッカー日本女子代表（なでしこジャパン）をはじめ、年代別日本女子代表選手を多数輩出。
獲得した全国タイトルは、計11回（選手権8回・全国高等学校総合体育大会サッカー競技大会3回）である。
- 全日本高等学校女子サッカー選手権大会
  - 優勝8回（2006, 2015, 2017, 2019, 2020, 2022, 2023, 2024年度）

- 全国高等学校総合体育大会サッカー競技大会
  - 優勝3回（2016, 2023, 2024年度）
- 東海女子サッカーリーグ
  - 優勝10回（2012, 2013, 2015, 2016, 2018, 2019, 2020, 2021, 2022, 2023年度）

### 藤枝順心SC
高校サッカー部を頂点として、中学1～3年女子のジュニアユース（2020年度44名）、小学1～6年女子のジュニア（2020年度21名）、5歳児～小学6年女子のスクール（2021年度41名）を擁する。ジュニアユースは藤枝順心中学校の部活動ではなく広域のクラブチームとして発足。近年着実に力を伸ばし、第18回全日本女子ユース (U-15)サッカー選手権大会（2013年度）決勝ではJFAアカデミー福島をPK戦の末に下して初の全国制覇を遂げた。
- 高円宮妃杯 JFA 全日本U-15女子サッカー選手権大会
  - 優勝1回（2013年度）

## 著名な出身者

### 柔道
- 岡本理帆
- 加賀谷千保
- 鈴木茉莉
- 袴田佳名瑚

### サッカー
- 井手ひなた
- 今田紗良
- 岩下胡桃
- 植村祥子
- 大久保舞
- 奥川千沙
- 奥津礼菜
- 小野未織
- 樫本芹菜
- 金札杏
- 河野朱里
- 菅能夏海
- 北原佳奈
- 肝付萌
- 木許和心
- 久保田真生
- 黒崎優香
- 髙畑志帆
- 児野楓香
- 木稲瑠那
- 齋藤花菜
- 阪口萌乃
- 左山桃子
- 下吉優衣
- 杉田妃和
- 杉山紫乃
- 高岡澪
- 高野紗希
- 千葉玲海菜
- 辻澤亜唯
- 土屋佑津季
- 長江伊吹
- 中村ゆしか
- 平野里菜
- 福田まい
- 福田ゆい
- 堀内意
- 本間知恵子
- 柳瀬楓菜

### ソフトボール
- 佐藤由希

### 芸能・その他
- 高美アリサ
- 武内おと